# Debra Monk
Debra Monk (Middletown (Ohio), 27 februari 1949) is een Amerikaanse actrice.

## Biografie
Monk heeft gestudeerd aan de Frostburg State University in Frostburg en haalde in 1973 haar diploma. In 1975 haalde zij haar master of fine arts aan de Southern Methodist University in Dallas (Texas).
Monk begon met acteren in het theater, zij maakte in 1982 haar debuut op Broadway met de musical Pump Boys and Dinettes. Hierna heeft zij nog meerdere rollen gespeeld op Broadway en off-Broadway.
Monk begon in 1990 met acteren voor televisie in de televisieserie American Playhouse. Hierna heeft zij nog meerdere rollen gespeel in televisieseries en films zoals Quiz Show (1994), Loving (1994), Mrs. Winterbourne (1996), Extreme Measures (1996), NYPD Blue (1996-2001), Eloise at Christmas time (2003), The Savages (2007) en Grey's Anatomy (2006-2011).

## Filmografie

### Films
- 2019 Standing Up, Falling Down - als Jeanie Rollins
- 2016 Drew - als Hannah Gruen
- 2015 Demolition - als moeder van Davis
- 2014 This Is Where I Leave You - als Linda Callen
- 2013 Ass Backwards - als eigenaresse wapenwinkel
- 2012 The Brass Teapot - als Trudy
- 2012 One for the Money – als mrs. Plum
- 2011 Good Luck Charlie, It's Christmas! – als Petunia
- 2009 Love and Other Impossible Pursuits – als Laura
- 2008 The Great Buck Howard – als Doreen
- 2007 The Savages – als Nancy Lachman
- 2005 The Producers – als Lick Me-Bite Me
- 2005 Dark Water – als jonge lerares van Dahlia
- 2004 Palindromes – als mama Sunshine
- 2003 Eloise at Christmas time – als Maggie
- 2003 Eloise at the Plaza – als Maggie
- 2003 The Music Man – als mrs. Paroo
- 2003 Milwaukee, Minnesota – als Edna Burroughs
- 2003 Briar Patch – als Avon
- 2000 Center Stage – als Nancy
- 1999 KnitWits Revisited – als Catherine
- 1998 Bulworth – als Helen
- 1997 Ellen Foster – als tante Nadine
- 1997 The Devil's Advocate – als Pam Garrety
- 1997 In & Out – als mrs. Lester
- 1996 Extreme Measures – als dr. Judith Gruszynski
- 1996 The First Wives Club – als vrouw die de bons krijgt
- 1996 The Substance of Fire – als Martha Hackett
- 1996 Mrs. Winterbourne – als luitenant Ambrose
- 1996 Bed of Roses – als moeder van Lewis
- 1995 Reckless – als therapeute
- 1995 Jeffrey – als moeder
- 1995 The Bridges of Madison County – als Madge
- 1995 Redwood Curtain – als Geneva
- 1994 Quiz Show – als secretaresse van Kintner
- 1993 Fearless – als Alison
- 1993 For Love or Money – als mrs. Wegman
- 1992 Prelude to a Kiss – als tante Dorothy

### Televisieseries
Uitgezonderd eenmalige gastrollen.
- 2019 - 2023 New Amsterdam - als Karen Brantley - 36 afl.
- 2022 The Gilded Age - als Armstrong - 18 afl.
- 2018 - 2019 Tell Me a Story - als Esther Thorn - 4 afl.
- 2018 Dietland - als mrs. Kettle - 5 afl.
- 2014 - 2018 Mozart in the Jungle - als Betty - 21 afl.
- 2017 Mr. Mercedes - als Brooke Hockney - 2 afl.
- 2016 - 2017 Mercy Street - als mrs. Foster - 2 afl.
- 2015 - 2017 Sneaky Pete - als Connie Persikof - 2 afl.
- 2014 Reckless - als rechter Gertrude Moss - 5 afl.
- 2014 Girls - als dr. Sterns - 2 afl.
- 2007 – 2012 Damages – als Deniece Parsons – 12 afl.
- 2006 – 2011 Grey's Anatomy – als Louise O'Malley – 7 afl.
- 2001 – 2002 A Nero Wolfe Mystery – als Mevr. Boone / Mevr. Yeager / Madam Zorka – 8 afl.
- 1996 – 2001 NYPD Blue – als Katie Sipowicz – 17 afl.
- 1994 Loving – als Sandra Thorpe - ? afl.

## Theaterwerk opBroadway
- 2013 Cat on a Hot Tin Roof - als Big Mama
- 2007 – 2008 Curtains – als Carmen Bernstein
- 2004 Reckless – als dokter
- 2001 – 2002 Thou Shalt Not – Madame Raquin
- 1998 Ah, Wilderness! – als Essie Miller
- 1997 Steel Pier – als Shelby Stevens (Tony Award – nominatie)
- 1996 – heden  Chicago – als Matron
- 1995 Company – als Joanne
- 1994 Picnic – als Rosemary Sydney (Tony Award – nominatie)
- 1993 Redwood Curtain – als Geneva (Tony Award - gewonnen)
- 1991 Nick & Nora – als Lily Connors
- 1990 – 1991 Prelude to a Kiss – als Mevr. Boyle
- 1982 – 1983 Pump Boys and Dinettes – als Prudie Cupp

- Gemeinsame Normdatei: 144044218
- International Standard Name Identifier: 0000 0001 1879 6789
- Library of Congress Control Number: n93055771
- MusicBrainz: 4da99aba-efda-4b8b-982e-1f81a09df369
- SNAC: w6zp8nc7
- Virtual International Authority File: 95117328
- WorldCat: E39PBJqBqkpW4KkxhMxb9w3YT3